# Segretario di gabinetto per la sanità e l'assistenza sociale
Il Segretario di gabinetto per la sanità e l'assistenza sociale, comunemente indicato come Segretario per la salute, è una posizione di gabinetto nel governo scozzese. Il Segretario di gabinetto è responsabile degli Health and Social Care Directorates e dell'NHS Scotland.
Il segretario di gabinetto è assistito dal ministro della salute pubblica e della salute delle donne Jenni Minto, dal ministro per l'assistenza sociale e il benessere mentale, Tom Arthur e ministro per la politica in materia di droga, alcol e sport Maree Todd.
L'attuale segretario di gabinetto è Neil Gray, nominato nel febbraio 2024 nel governo Swinney.

## Storia
La posizione è stata creata nel 1999 come Ministro della sanità e dell'assistenza comunitaria, con l'avvento della devoluzione e l'istituzione del Parlamento scozzese, ha assunto alcuni dei ruoli e delle funzioni dell'ex Ufficio scozzese che esisteva prima del 1999. Dopo le elezioni del 2007 la posizione ministeriale è stata ribattezzata Segretario di gabinetto per la salute e il benessere.
Dopo le elezioni del 2011 il titolo ministeriale completo era Segretario di gabinetto per la salute, il benessere e la strategia delle città con l'ampliamento del portafoglio ha incluso la strategia delle città che faceva parte del manifesto SNP per avere un "ministro per le città" dedicato; allo stesso tempo la responsabilità per l'edilizia abitativa è stata rimossa e trasferita al nuovo Segretario di gabinetto per le infrastrutture e gli investimenti di capitale. Le responsabilità per la strategia delle città e la realizzazione dei Giochi del Commonwealth 2014 a Glasgow sono state successivamente trasferite ad altri membri del gabinetto.
Dopo le elezioni del 2016, il nome della carica è stato cambiato semplicemente in Segretario di gabinetto per la salute e lo sport. Nel rimpasto di governo del 2021, il posto è stato rinominato Segretario di gabinetto per la sanità e l'assistenza sociale.

## Panoramica

### Responsabilità
Le responsabilità del Segretario di gabinetto per la sanità e l'assistenza sociale includono:
- NHS Scotland e le sue prestazioni, il personale e la retribuzione
- assistenza sanitaria e integrazione sociale
- servizi per i pazienti e sicurezza dei pazienti
- assistenza sanitaria di base
- servizi sanitari alleati
- accompagnatori, assistenza e supporto per adulti
- salute del bambino e della madre
- cartelle cliniche, miglioramento e protezione della salute

### Enti pubblici
Al Segretario di gabinetto per la sanità e l'assistenza sociale riferiscono i seguenti enti pubblici:
- NHS Scotland
- Care Inspectorate
- Mental Welfare Commission for Scotland
- Scottish Social Services Council
- Sportscotland

## Lista dei titolari
| Ministro per la sanità e l'assistenza comunitaria                                 |                  |                  |                  |                              |                            |                 |
| Nome                                                                              | Nome             | Immagine         | Inizio           | Fine                         | Partito                    | Primo ministro  |
|                                                                                   | Susan Deacon     |                  | 19 maggio 1999   | 28 novembre 2001             | Partito Laburista          | Donald Dewar    |
| Malcolm Chisholm                                                                  |                  | 28 novembre 2001 | 6 ottobre 2004   | Henry McLeish Jack McConnell | Partito Laburista          |                 |
| Andy Kerr                                                                         |                  | 6 ottobre 2004   | 17 maggio 2007   | Jack McConnell               | Partito Laburista          |                 |
| Segretario di gabinetto per la salute e il benessere                              |                  |                  |                  |                              |                            |                 |
|                                                                                   | Nicola Sturgeon  |                  | 17 maggio 2007   | 19 maggio 2011               | Partito Nazionale Scozzese | Alex Salmond    |
| Segretario di gabinetto per la salute, il benessere e la strategia delle città    |                  |                  |                  |                              |                            |                 |
|                                                                                   | Nicola Sturgeon  |                  | 19 maggio 2011   | 5 settembre 2012             | Partito Nazionale Scozzese | Alex Salmond    |
| Segretario di gabinetto per la salute e il benessere                              |                  |                  |                  |                              |                            |                 |
|                                                                                   | Alex Neil        |                  | 5 settembre 2012 | 21 novembre 2014             | Partito Nazionale Scozzese | Alex Salmond    |
| Segretario di gabinetto per la salute, il benessere e lo sport                    |                  |                  |                  |                              |                            |                 |
|                                                                                   | Shona Robison    |                  | 21 novembre 2014 | 18 maggio 2016               | Partito Nazionale Scozzese | Nicola Sturgeon |
| Segretario di gabinetto per la salute e lo sport                                  |                  |                  |                  |                              |                            |                 |
|                                                                                   | Shona Robison    |                  | 18 maggio 2016   | 26 giugno 2018               | Partito Nazionale Scozzese | Nicola Sturgeon |
| Jeane Freeman                                                                     |                  | 26 giugno 2018   | 19 maggio 2021   |                              | Partito Nazionale Scozzese | Nicola Sturgeon |
| Segretario di gabinetto per la sanità e l'assistenza sociale                      |                  |                  |                  |                              |                            |                 |
|                                                                                   | Humza Yousaf     |                  | 20 maggio 2021   | 28 marzo 2023                | Partito Nazionale Scozzese | Nicola Sturgeon |
| Segretario di gabinetto per la ripresa dell'NHS, la sanità e l'assistenza sociale |                  |                  |                  |                              |                            |                 |
|                                                                                   | Michael Matheson |                  | 29 marzo 2023    | 8 febbraio 2024              | Partito Nazionale Scozzese | Humza Yousaf    |
|                                                                                   | Neil Gray        |                  | 8 febbraio 2024  | in carica                    | Partito Nazionale Scozzese | John Swinney    |